# Chrysler D-50
Chrysler D-50 – samochód osobowo-dostawczy typu pickup klasy średniej produkowany pod amerykańską marką Chrysler w latach 1979–1980.

## Historia i opis modelu

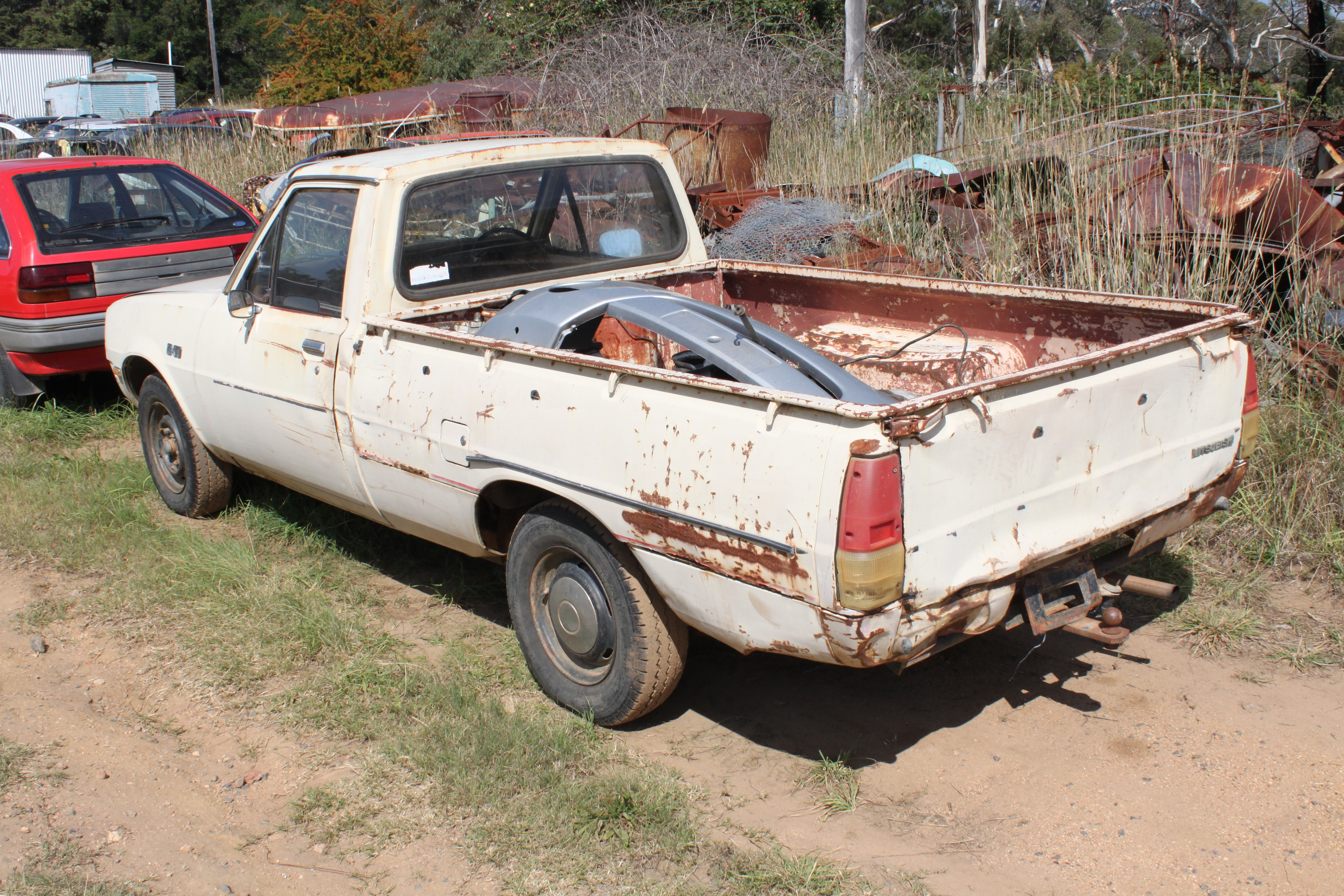
Chrysler D-50 – tył

W kwietniu 1979 roku, w ramach współpracy koncernu Chrysler z japońskim Mitsubishi, marka zdecydowała się uzupełnić ofertę swojego australijskiego oddziału o średniej wielkości pickupa będącego bliźniaczą odmianą debiutującego równolegle na rynku modelu Mitsubishi o nazwie L200. Z powodu wycofania marki Chrysler z rynku australijskiego, D-50 został wycofany ze sprzedaży w drugiej połowie 1980 roku.

### Wersje wyposażeniowe
- Base

### Silniki
- L4 1.6l 4G32
- L4 2.0l 4G53
- L4 2.0l 4G3B
- L4 2.3l 4G32
- L4 2.5l 4D55
- L4 2.6l 4G54